# 산형꽃차례
식물학에서 산형화서(繖形花序, 영어:umbel)는 우산살처럼 짧은 꽃자루들이 한 곳에서 많은 수로 퍼져 나가는 형태의 꽃차례이다. 즉 전체적으로 우산을 펼친 것과 비슷한 모양이다. 산형이라고 할 때 한자 산(繖) 또는(傘)'이 모두 우산을 의미하며, 산형화서를 나타내는 umbel 역시 어원상 "파라솔, 차양"을 뜻한다. 모양은 꼭대기가 평면인 것부터 거의 구형인 것에 이르기까지 다양할 수 있다. 산형화서는 홑꽃차례(단화서, simple inflorescence) 또는 겹꽃차례(복화서, compound inflorescence)이다. 복산형화서에서 두번째로 분기하는 화서를 두고 '작은 산형(umbellules  또는 umbellets)이라고 한다.
산형에 속하는 식물에는 미나리과에 속하는 당근, 파슬리, 딜, 회향과 두릅나무과에 속하는 아이비 그리고 부추아과의 양파가 있다.

## 갤러리

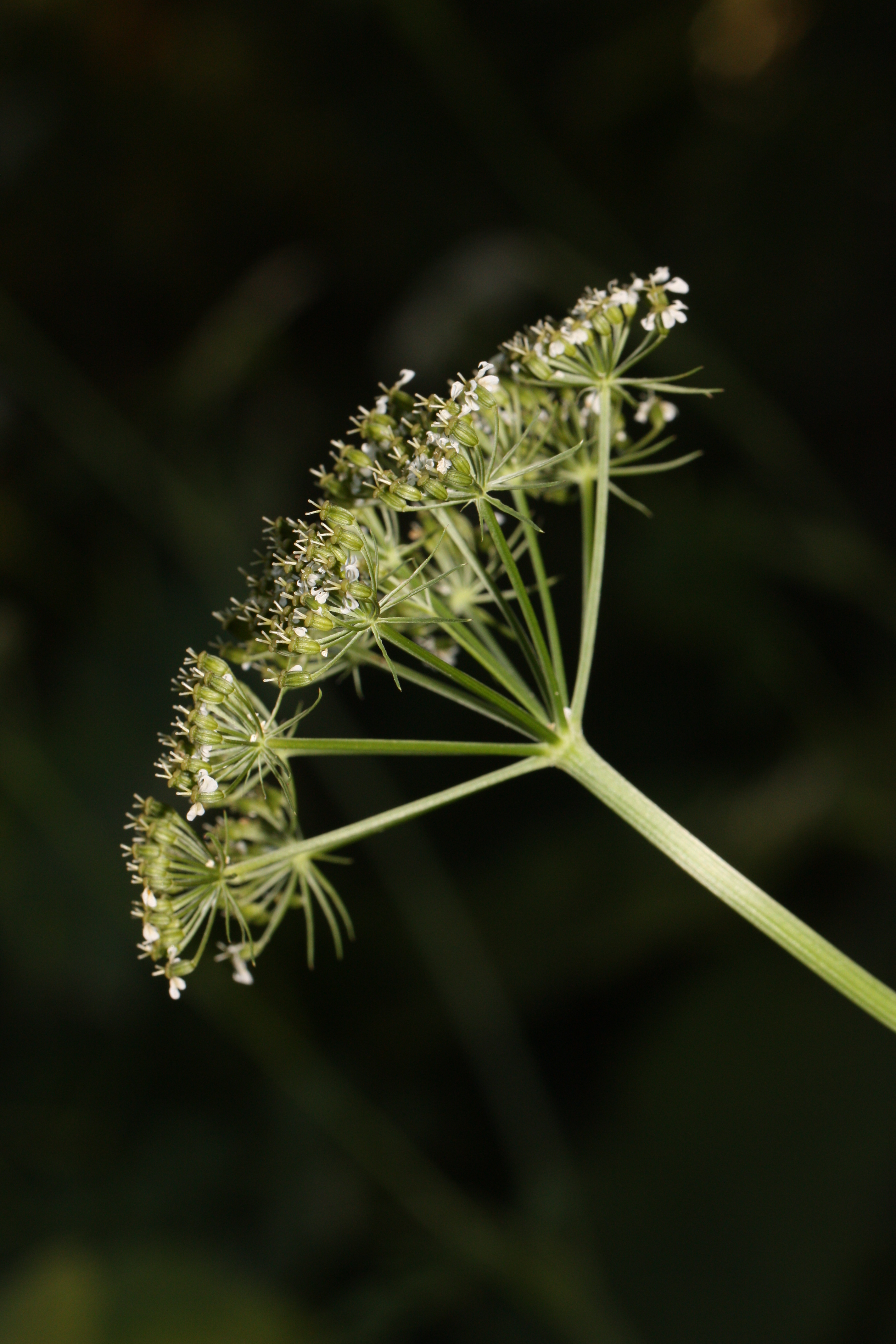
Conioselinum pacificum - 복산형화서
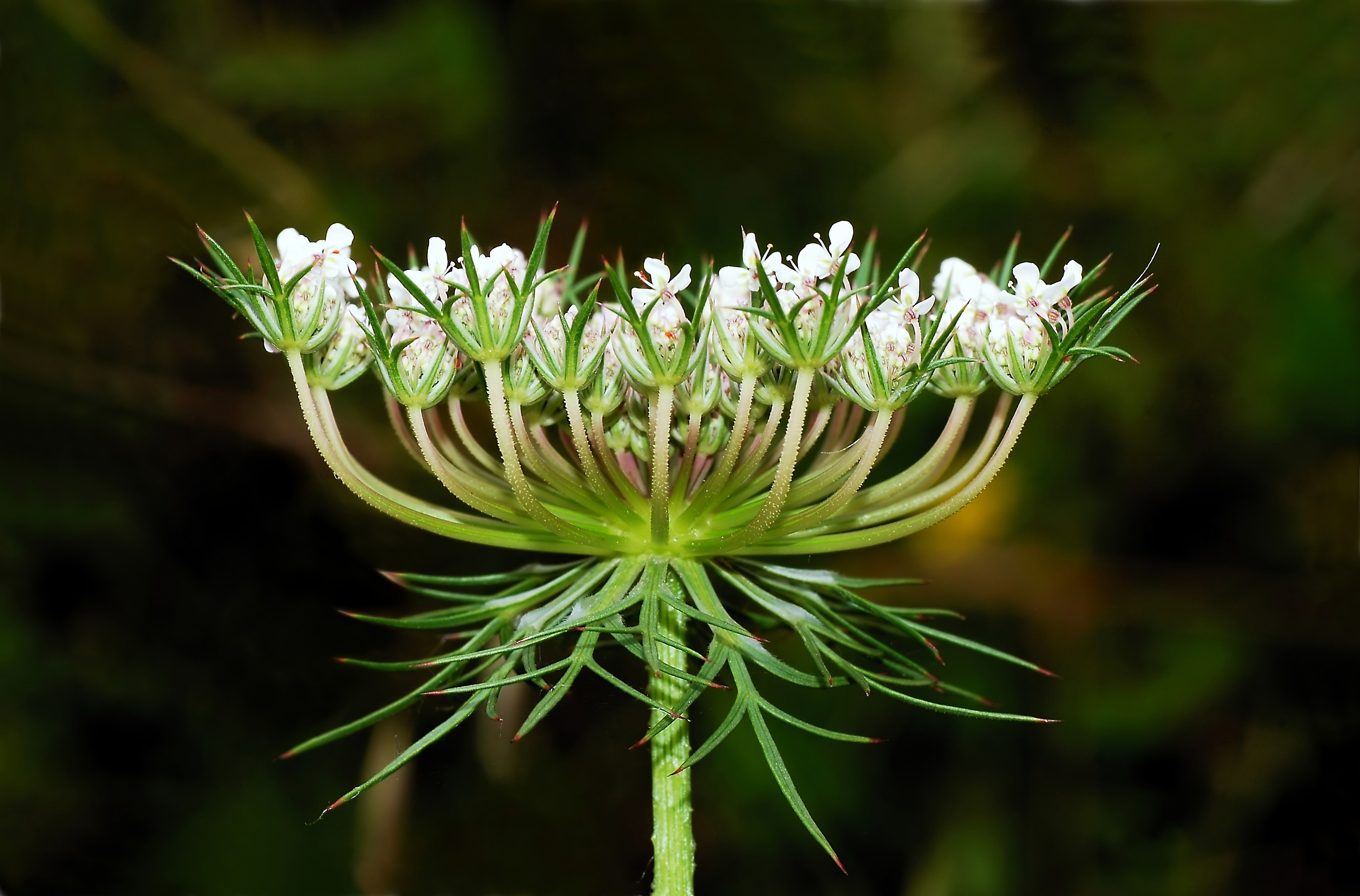
Daucus carota - 복산형화서
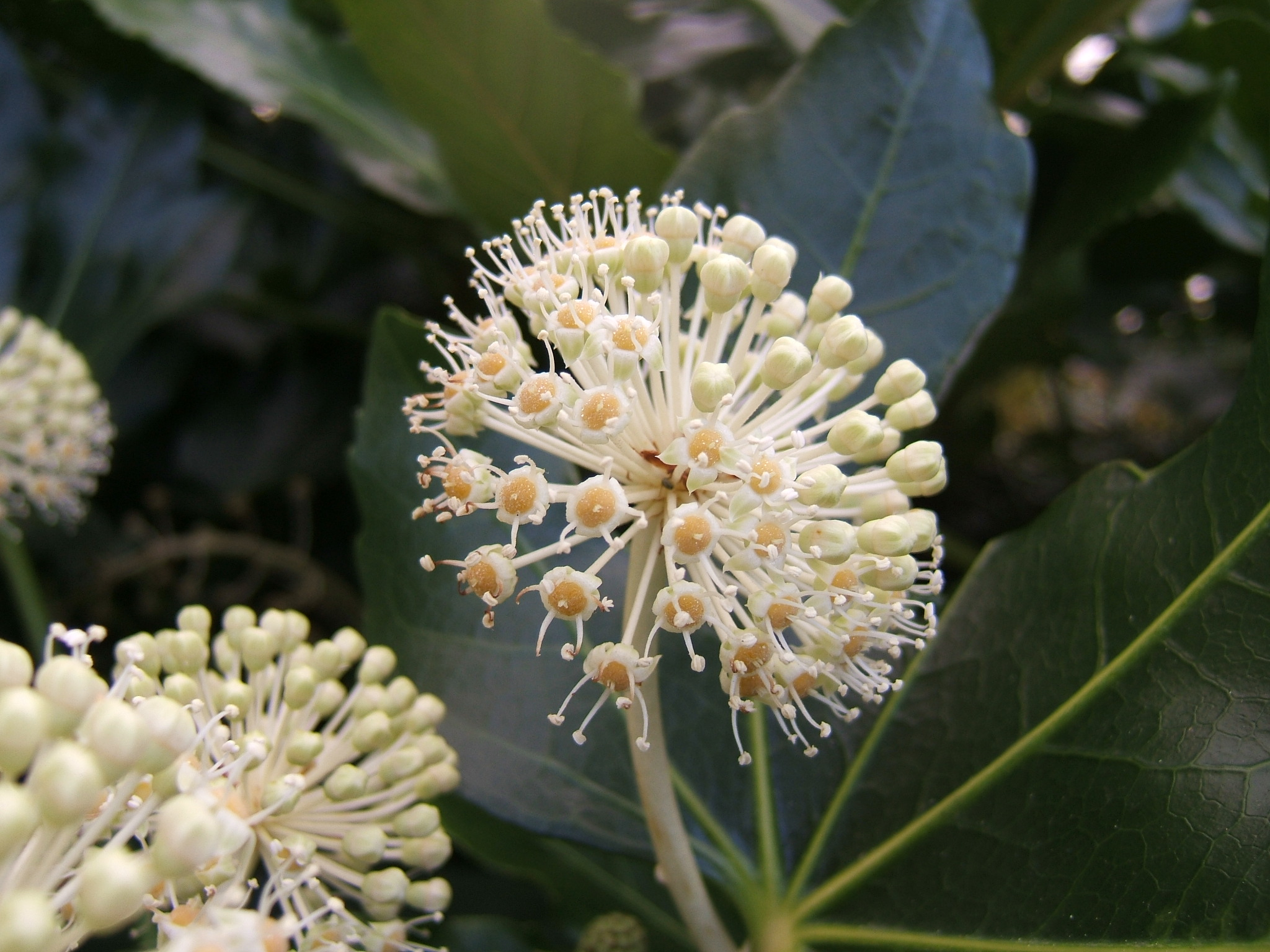
Fatsia japonica - 산형화서
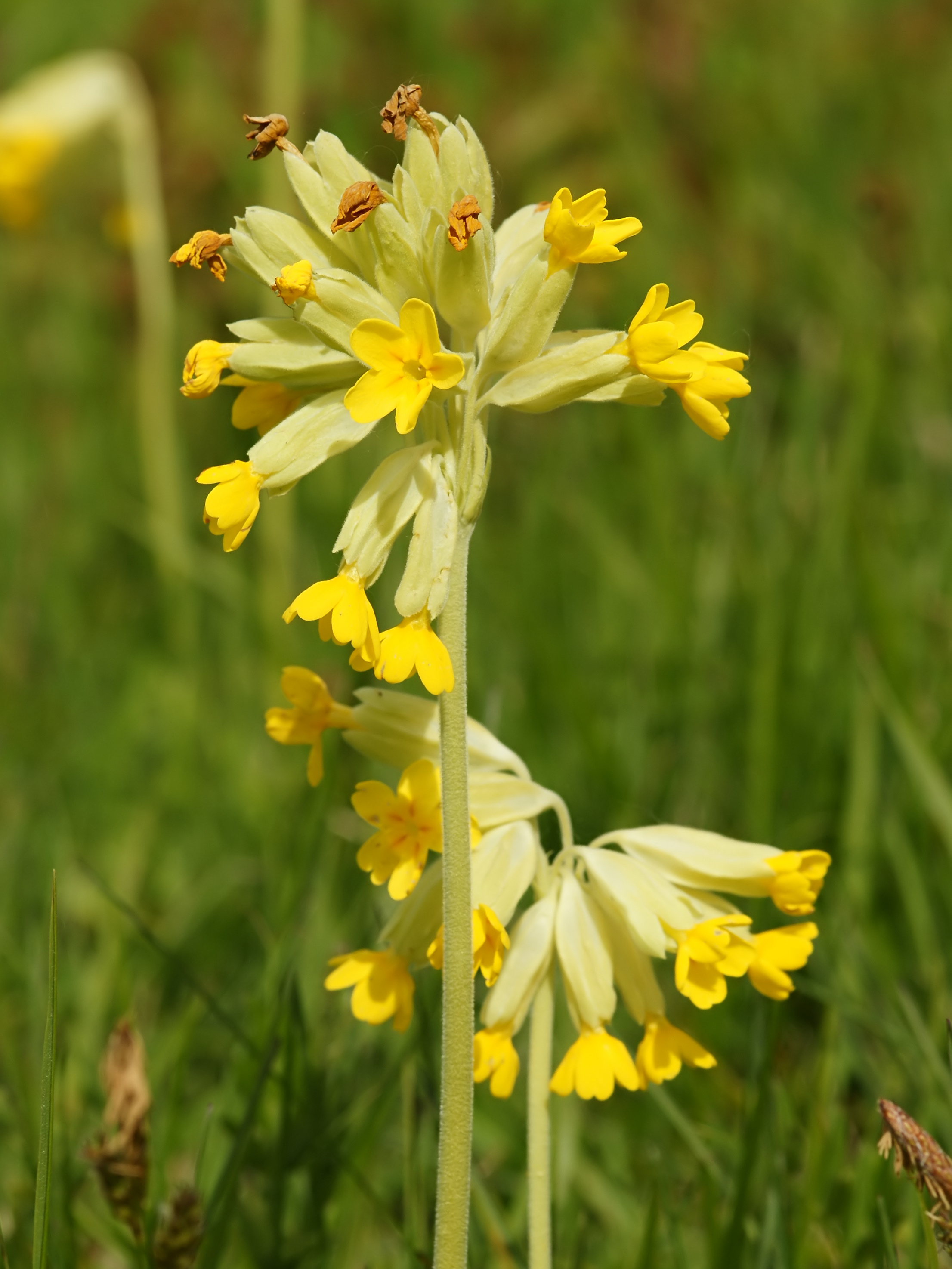
Involucrate Primula veris - 산형화서
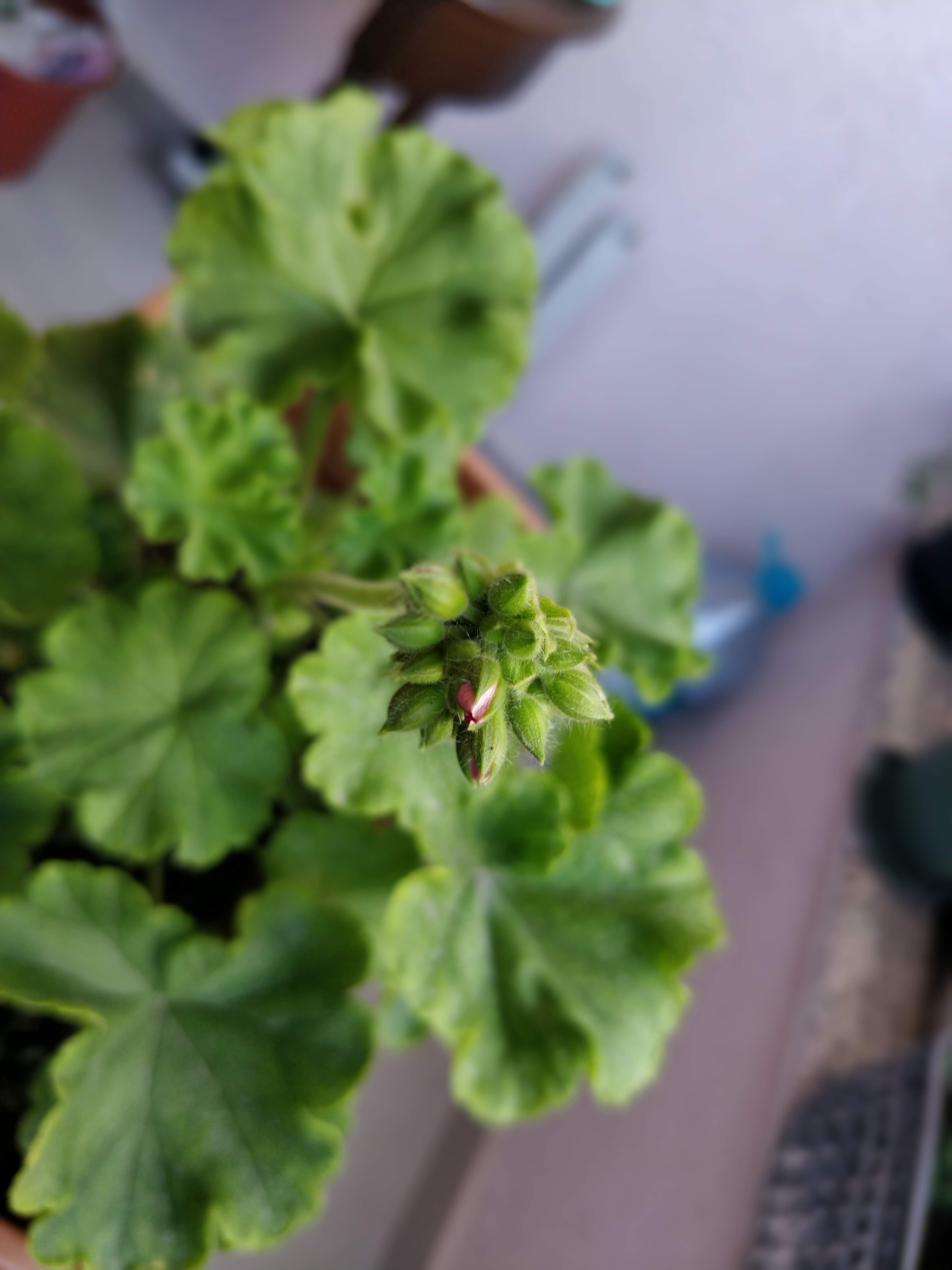
Pelargonium zonale - 산형화서
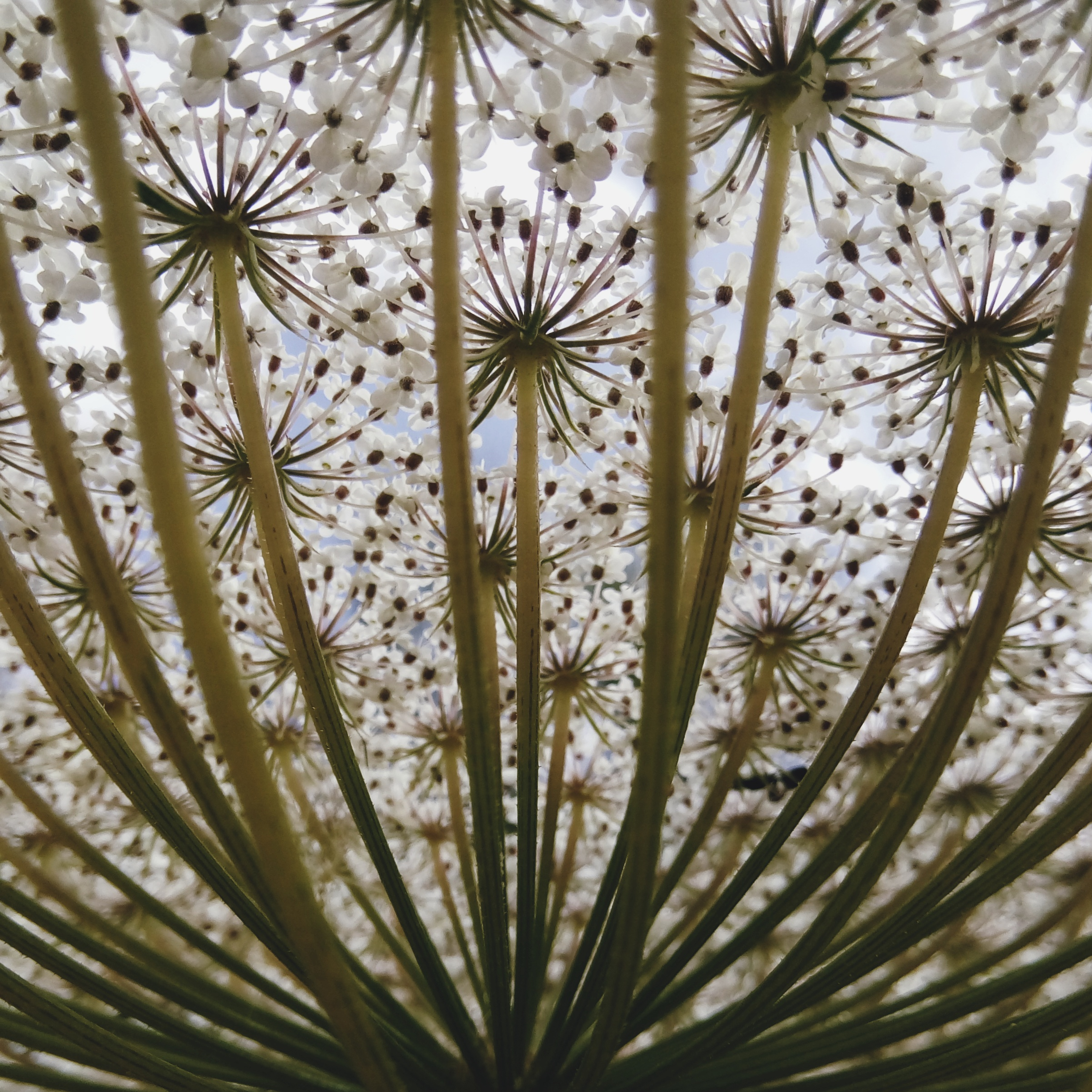
Daucus carota - 산형화서(아래에서 본 모양)

## 같이 보기
- 산방화서
- 원추화서